# My Guitar Wants to Kill Your Mama (Dweezil Zappa)
My Guitar Wants to Kill Your Mama è il secondo album di Dweezil Zappa, uscito nel 1988 per la Chrysalis Records.

## Il disco
È stato registrato tra luglio e settembre 1987. L'album prende il titolo da un singolo di Frank Zappa.

## Tracce
1. Her Eyes Don't Follow Me - (Dweezil Zappa)
2. The Coolest Guy in the World - (D. Zappa)
3. My Guitar Wants to Kill Your Mama - (Frank Zappa)
4. Comfort of Strangers - (D. Zappa)
5. Bang Your Groove Thang - (D. Zappa)
6. Your Money or Your Life - (D. Zappa, Justin Clayton)
7. Shameless - (D. Zappa)
8. Before I Get Old - (D. Zappa)
9. When You're Near Me - (D. Zappa)
10. Nasty Bizness - (D. Zappa, J. Clayton)
11. You Don't Know When to Love Me * - (D. Zappa)

* Non presente nella versione per il mercato europeo.

## Musicisti
- Dweezil Zappa - voce, chitarra, basso.
- Bobby Blotzer - batteria
- Steve Smith - batteria